# خلنج الجبل الأزرق
خلنج الجبل الأزرق (الاسم العلمي:Phyllodoce caerulea) هو نوع من النباتات يتبع جنس خلنج الجبل من الفصيلة الخلنجية.